# Grolle d'oro
Les Grolle d'oro (« Grolles d'or ») sont des récompenses cinématographiques italiennes remises de 1953 à 2006. 
Leur nom fait référence aux grolles, coupes à boire traditionnelles de la vallée d'Aoste, la cérémonie de remise des prix ayant lieu à Saint-Vincent,.
Attribués dans un premier temps jusqu'en 1981, ils sont relancés en 1989 par le journaliste Maurizio Costanzo et le critique de cinéma Felice Laudadio (qui en assure la direction artistique de 1990 à 2001), avant d'être renommés Premi Saint Vincent-Grolle d’oro en 1994.
Parmi les célébrités primées au fil des années, on peut citer les acteurs et actrices Gina Lollobrigida, Marcello Mastroianni, Gian Maria Volonté, Andrea Checchi, Vittorio Gassman, Nino Manfredi, Enrico Maria Salerno, Peppino De Filippo, Anna Magnani, Alberto Sordi, Paolo Villaggio, Alida Valli, Monica Vitti, Valeria Moriconi, et les réalisateurs Federico Fellini, Michelangelo Antonioni, Bernardo Bertolucci, Luchino Visconti, Pier Paolo Pasolini, Ettore Scola et Ermanno Olmi.
La 52e et ultime cérémonie a lieu en 2006.

## Catégories
- Meilleure actrice (Grolla d'oro alla miglior attrice (it))
- Meilleur acteur (Grolla d'oro al miglior attore (it))

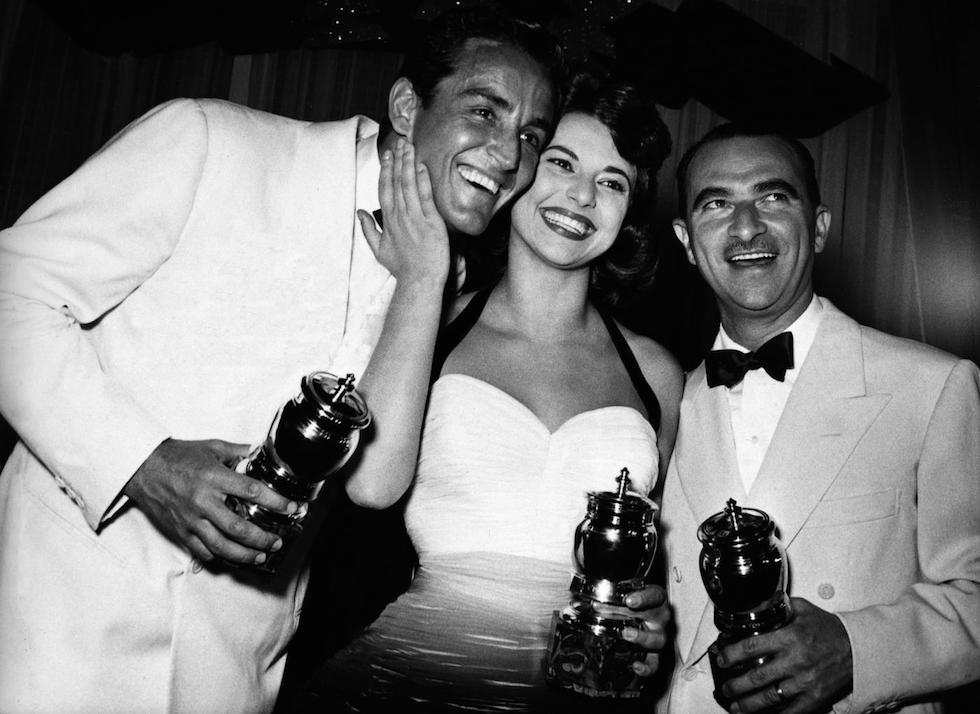
Vittorio Gassman, Giovanna Ralli et Alberto Lattuada lors des Grolle d'oro 1957.

- Meilleur espoir féminin (Grolla d'oro alla miglior attrice esordiente (it))
- Meilleur espoir masculin (Grolla d'oro al miglior attore esordiente (it))
- Meilleur producteur (Grolla d'oro al miglior produttore)
- Meilleur réalisateur (Grolla d'oro al miglior regista (it))
- Meilleur premier film (Grolla d'oro al miglior regista esordiente (it))
- Meilleur scénario (Grolla d'oro alla miglior sceneggiatura)
- Meilleure photographie (Grolla d'oro alla miglior fotografia)
- Meilleure musique (Grolla d'oro alla miglior musica)
- Grolla d'oro pour l'ensemble de la carrière (Grolla d'oro alla carriera)